# Hafnarfjördur

A Grande Reiquiavique.

Hafnarfjördur ou Hafnarfjörður ( PRONÚNCIA) é uma cidade, porto e município da Islândia, localizada na Região da Capital (Höfuðborgarsvæði), sudoeste do país, a cerca de 10 km ao sul de Reykjavík. 
A população da cidade é 30 600 e do município 31 525 habitantes (2024). 
É a 3ª cidade do país, depois de Reiquiavique e Kópavogur. 
Faz parte da Grande Reiquiavique, composta pelo município de Reiquiavique e mais seis outros municípios em seu redor - Reiquiavique, Kópavogur, Hafnarfjördur, Gardabaer, Mosfellsbaer e Seltjarnarnes e Kjósarhreppur.

## História
Foi um dos principais centros comerciais da Islândia nos séculos XV e XVI.

## Economia
Hafnarfjördur dispõe de um moderno porto, e é um importante centro piscatório e industrial, com destaque para a indústria da pesca e do alumínio. 

## Desporto
A sua principal arena desportiva é:
- Kaplakriki (arena multi-desportiva, vocacionada para atividades desportivas e espetáculos artísticos e culturais; 5 500 lugares; jogos em casa do FH Hafnarfjordur) [5]

## Cidades-irmãs
| - Uppsala, Suécia - Tartu, Estônia - Frederiksberg, Dinamarca - Cuxhaven, Alemanha - Flensburg, Alemanha - Bærum, Noruega |

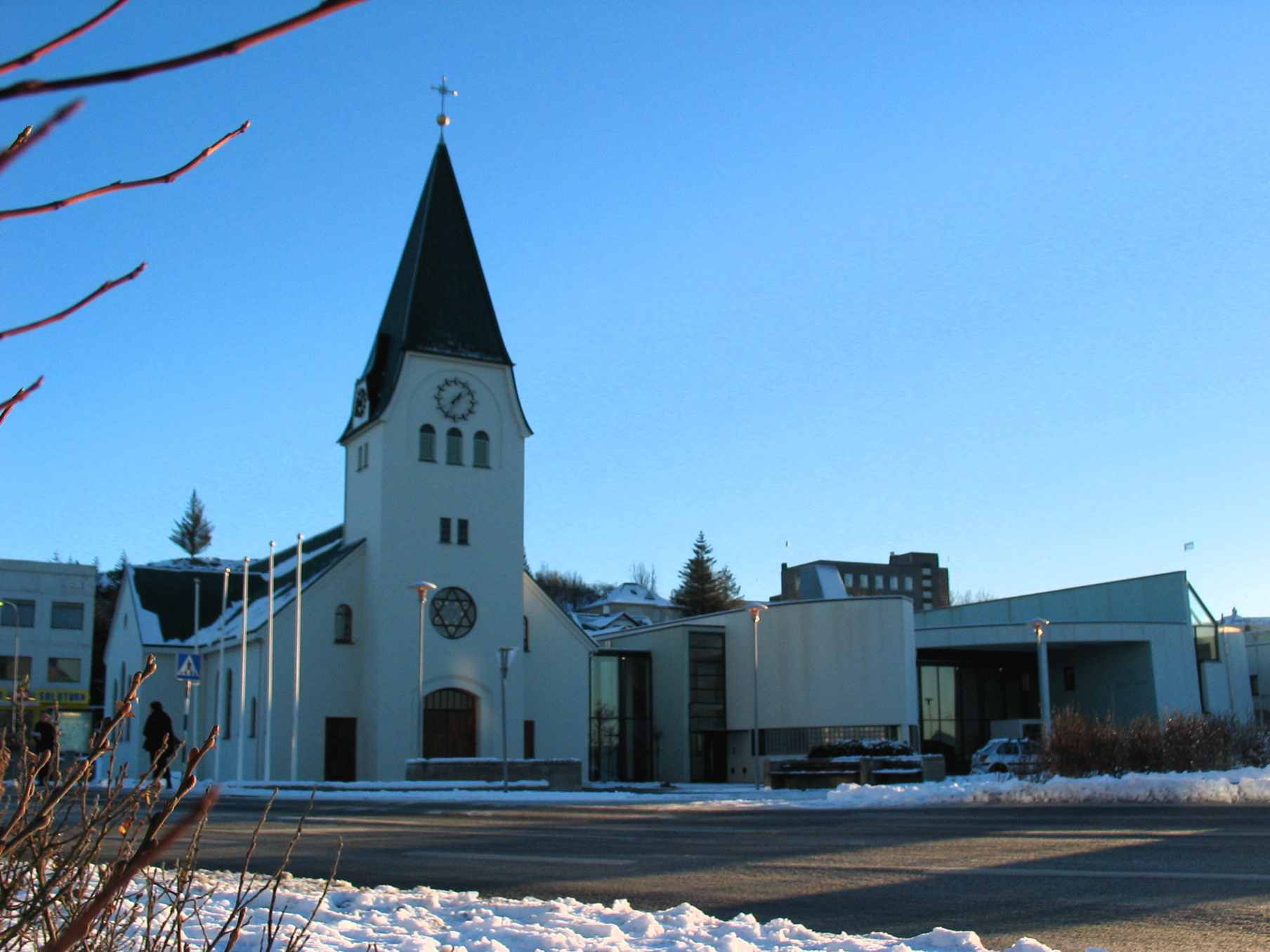
Igreja Hafnarfjardarkirkja
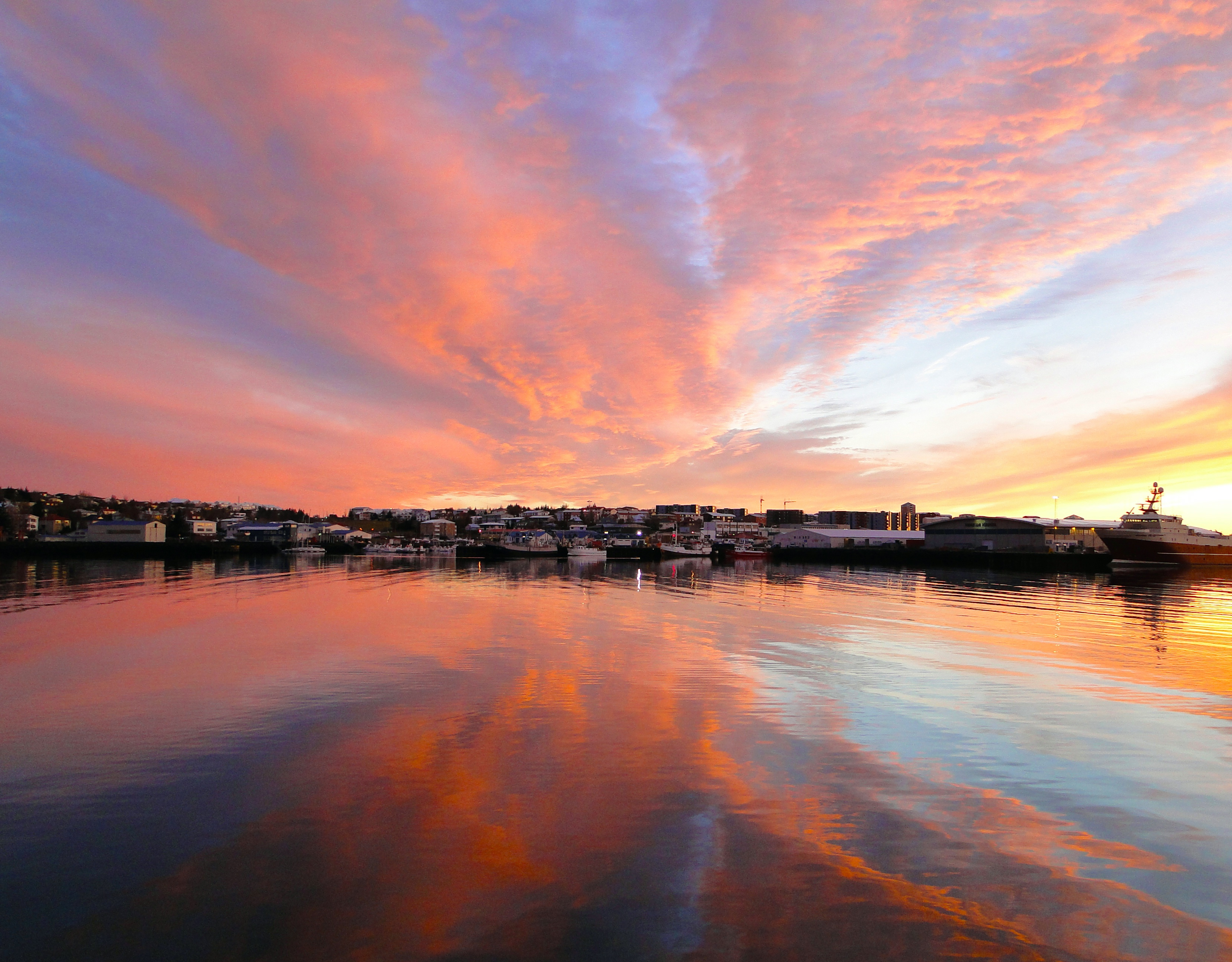
Pôr do sol em Hafnarfjördur
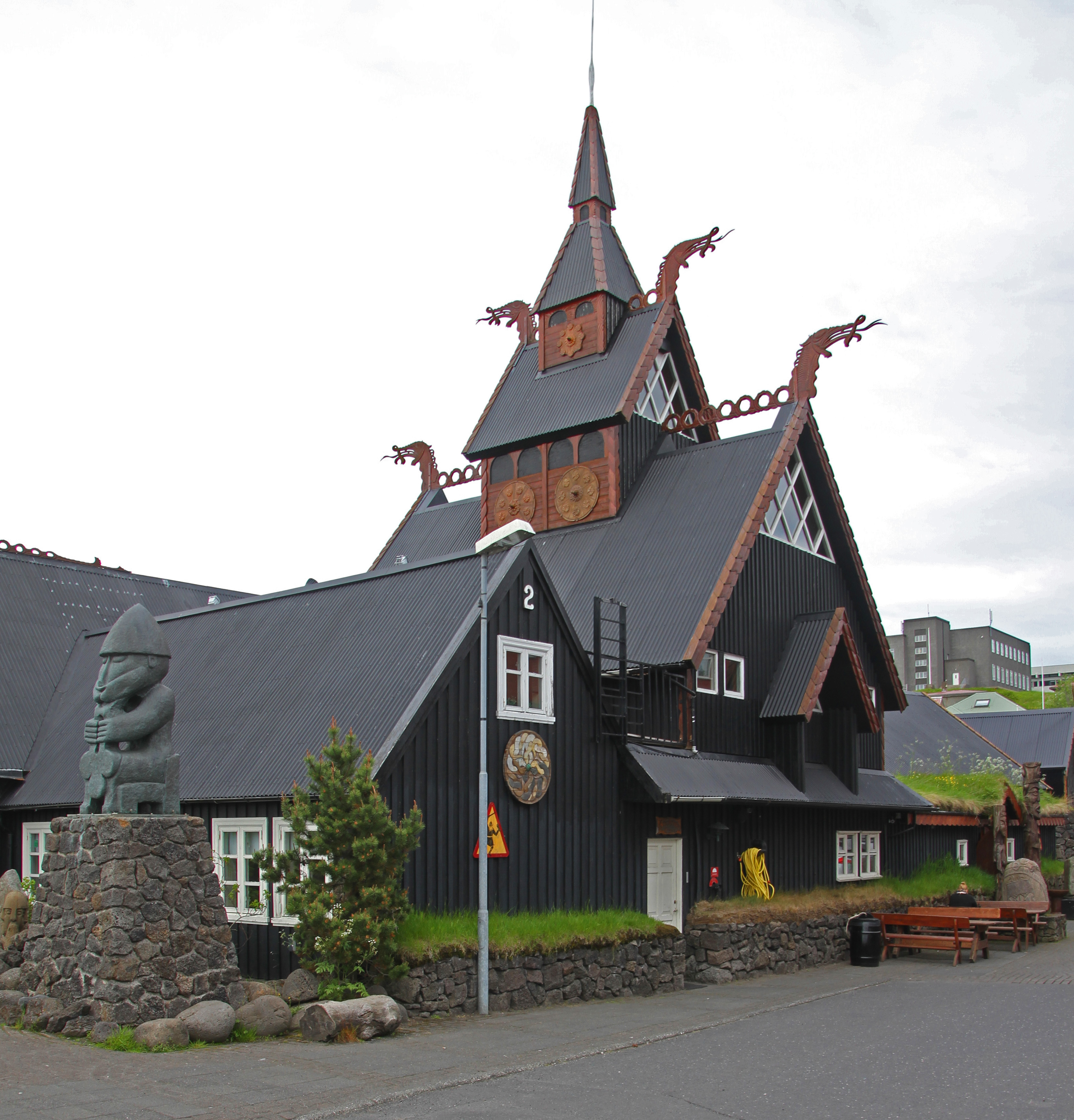
O Hotel Viking
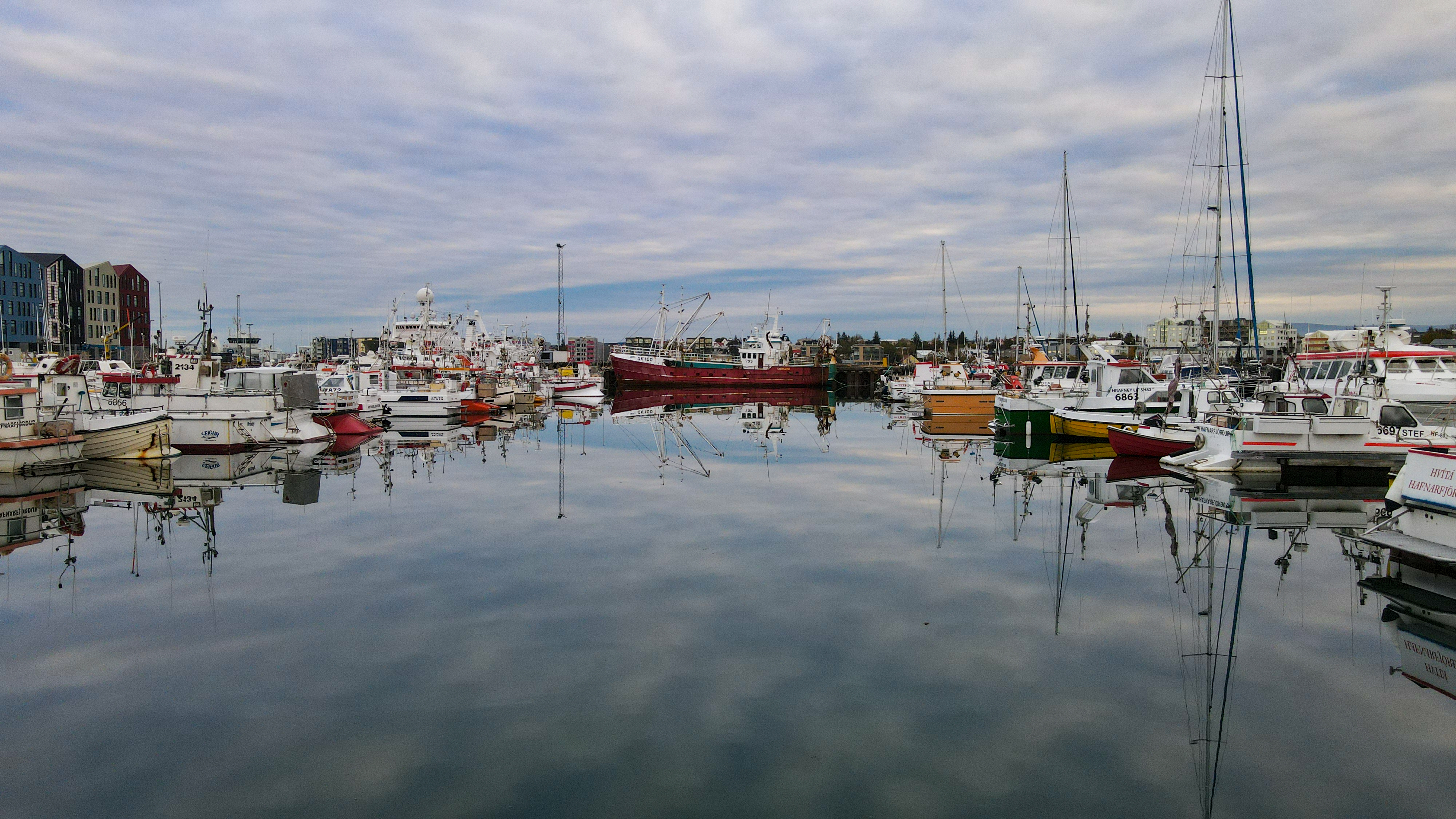
A marina da cidade